# Concile de Constantinople (1285)
Le Concile de Constantinople ou Concile des Blachernes est un concile orthodoxe, convoqué en 1285 au Palais des Blachernes à Constantinople. Sous la présidence du patriarche de Constantinople, Grégoire II, le patriarche grec-orthodoxe d'Alexandrie Athanase III et l'empereur Andronikos II Palaiologos, le concile a répudié l'Union des Églises conclue au Concile de Lyon (1274) et a condamné le patriarche pro-unioniste Jean XI Bekkos. 

## Sources
- (en) Angelikí Laḯou, Constantinople and the Latins : The Foreign Policy of Andronicus II, 1282–1328, Cambridge, Mass., Harvard University Press, 1972, 390 p. (ISBN 0-674-16535-7)
- George Ostrogorsky, History of the Byzantine State, Oxford, Basil Blackwell, 1956 (lire en ligne)
- Aristeides Papadakis, Crisis in Byzantium : The Filioque Controversy in the Patriarchate of Gregory II of Cyprus (1283-1289), Crestwood, NY, St. Vladimir's Seminary Press, 1997 (1re éd. 1983) (lire en ligne)